# Hamburg-Alsterdorf
Hamburg-Alsterdorf is een stadsdeel van Hamburg-Nord, een district van de Duitse stad Hamburg en heeft ongeveer 15.000 inwoners.

## Geografie
Alsterdorf ligt aan de Alster die het stadsdeel van noordoost naar zuidwest doorstroomt. 
Alsterdorf ligt centraal in het district en grenst aan de stadsdelen Ohlsdorf, Winterhude, Eppendorrf en  Groß Borstel.

## Geschiedenis
Alsterdorf wordt voor het eerst vermeld in 1219 als 'Alsterthorpe' en hoorde sinds de 14e eeuw afwisselend toe aan het Klooster St-Johannis en het Amt Trittau, en kwam zo in 1773 onder Deens beheer. Door een ruiling in 1803 met Bilsen kwam het in het bezit van Hamburg, dat daarmee de laatste enclave in haar grondgebied wegwerkte.
Tot midden 19e eeuw was Alsterdorf een landbouw- en ambachtsliedendorp met hooguit 150 inwoners. Rond 1860 werd er door Heinrich Matthias Sengelmann een tehuis voor mindervaliden gesticht,  Alsterdorfer Anstalten genoemd ( nu Evangelische Stichting Alsterdorf).
Vanaf de jaren 1870 vestigden er zich blekerijen en wasserijen en een filmproductiebedrijf ( Vera-Filmwerke AG ). 
De eerste villa's kwamen er vanaf 1920 en in 1935-38 werd de tuinwijk aangelegd.

## Bijzondere gebouwen

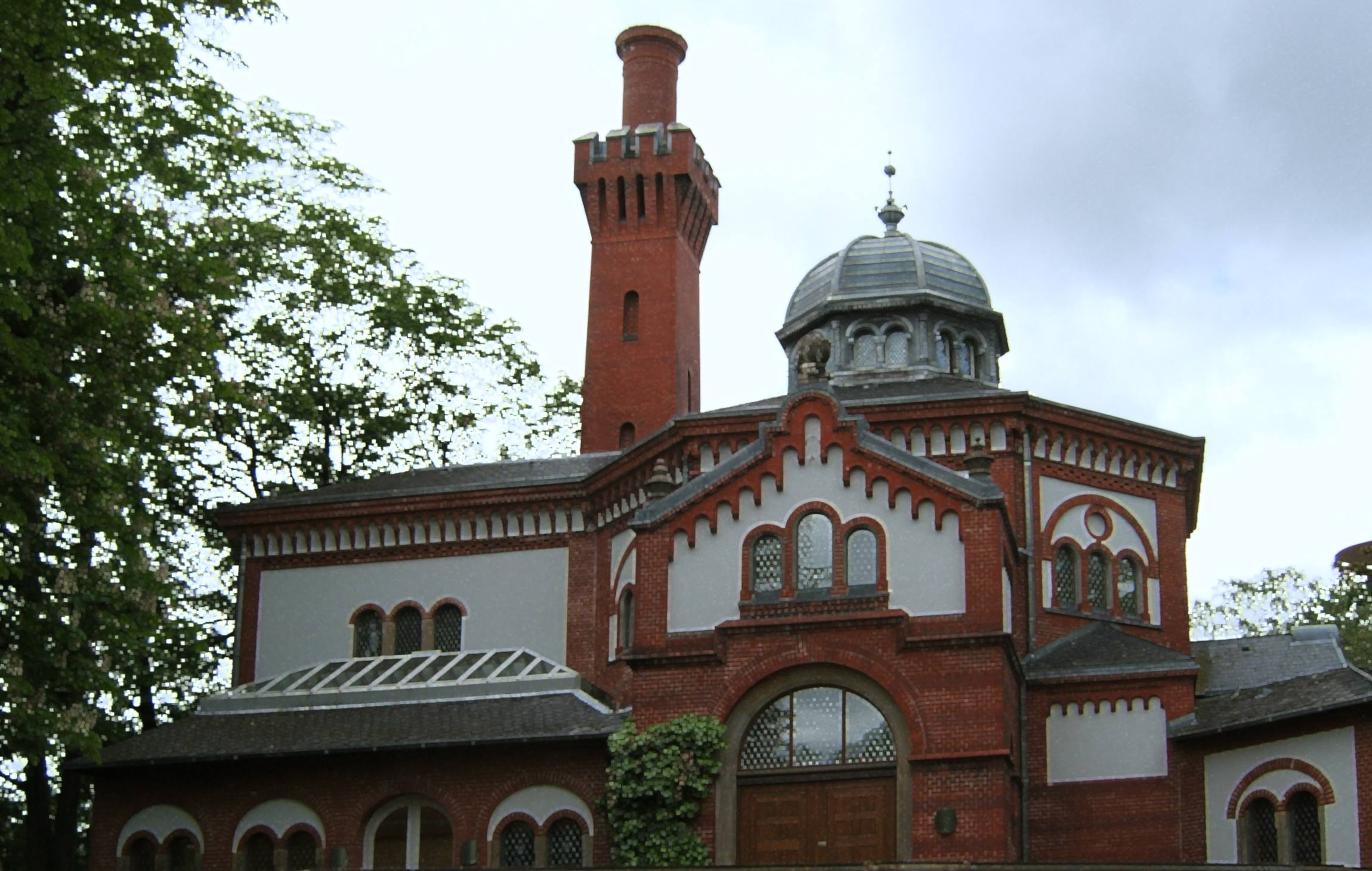
'Oude' crematorium

- Het 'oude crematorium' van het Friedhof Ohlsdorf uit 1891, in 1933 vervangen door het 'nieuwe crematorium' in Ohlsdorf.
- het 'Israelitisch ziekenhuis' uit 1843.

## Verkeer

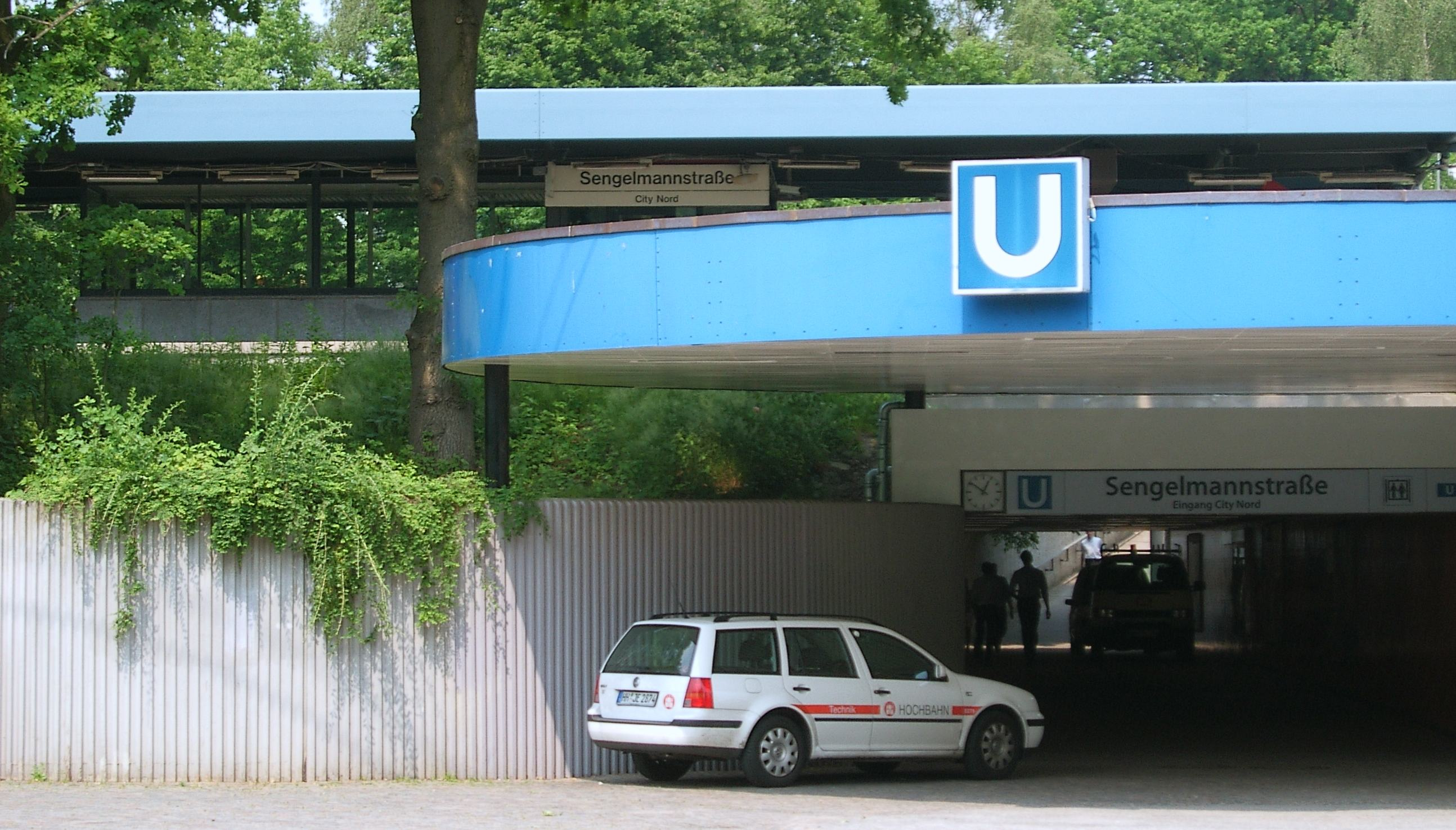
U-Bahnstation Sengelmannstraße

In Alsterdorf bevinden zich volgende stations van de metro van Hamburg : Alsterdorf en Sengelmannstraße op de lijn U1, die hier parallel aan het goederenspoor loopt. Er is ook een dicht busnet.